# Elisabeth Förster-Nietzsche
Therese Elisabeth Alexandra Förster-Nietzsche (ur. 10 lipca 1846, zm. 8 listopada 1935) – siostra filozofa Friedricha Nietzsche oraz założycielka Archiwum Nietzschego.

## Życiorys
Förster-Nietzsche była o dwa lata młodsza od swojego brata. Ich ojciec był luterańskim pastorem w niemieckiej wiosce Röcken bei Lützen. Rodzeństwo miało ze sobą bliską relację przez całe dzieciństwo i wczesną dorosłość, jednak ich relacje ochłodziły się, kiedy wyszła za mąż za Bernharda Förstera, niemieckiego nacjonalistę i antysemitę.
Jako opiekun Friedricha, Förster-Nietzsche objęła rolę kuratora oraz edytora jego rękopisów. Często modyfikowała jego nieopublikowane dzieła, aby lepiej pasowały do jej ideologii, przez co często stwierdzały coś zupełnie innego niż prawdziwe myśli filozofa. Mimo że przez jej edycje filozofia Friedricha zaczęła kojarzona być z niemieckim militaryzmem oraz narodowym socjalizmem, późniejsi dwudziestowieczni badacze podawali w wątpliwość taką interpretację jego myśli.
W jej pogrzebie w roku 1935 uczestniczył Adolf Hitler jako głowa państwa niemieckiego.

## Nueva Germania
Bernhard Förster,  zainspirowany lekturą książki kompozytora  Richarda Wagner  Religia i sztuka (1880), zamierzał stworzyć „aryjską osadę” w Nowym Świecie, w dżungli w Paragwaju, w miejscu, które uznał za odpowiednie do rozwoju utopijnej społeczności. Bernhardowi oraz Elisabeth udało się przekonać czternaście niemieckich rodzin do dołączenia do nich i zamieszkania w nowej kolonii, mającej nazywać się Nueva Germania. Koloniści  15 lutego 1887 opuścili Niemcy i popłynęli do Ameryki Południowej.
Jego plany nie powiodły się. Niemieckie metody uprawy roli nie były efektywne na tamtejszej ziemi, transport z i do kolonii był bardzo trudny, a osada była nękana przez choroby. Nie potrafiąc uporać się z długami, 3 czerwca 1889 Förster popełnił samobójstwo zażywając strychninę. Cztery lata później kolonia została na zawsze opuszczona przez jego żonę, która wróciła do Niemiec. Nueva Germania istnieje do dziś jako jedna z dzielnic departamentu San Pedro.

## Archiwum Nietzschego
Problemy psychiczne Nietzschego, którego dzieła były coraz chętniej czytane w całej Europie, zaczęły się w roku 1889 (zmarł w roku 1900). Po powrocie, Elisabeth zastała brata jako inwalidę. Förster-Nietzsche bardzo zaangażowała się w promocję książek swojego brata. Jednym z ważniejszych wydarzeń z tego okresu jest wydanie przez nią nieopublikowanej wcześniej kolekcji krótkich fragmentów Nietzschego, które opublikowała pod nazwą Wola Mocy.

## Relacje z narodowym socjalizmem
W 1930 Förster-Nietzsche, niemiecka nacjonalistka i antysemitka, stała się zwolenniczką Narodowosocjalistycznej Niemieckiej Partii Robotników. Po dojściu Hitlera do władzy w roku 1933, jej Archiwum Nietzschego otrzymało rozgłos oraz wsparcie finansowe ze strony rządu, w zamian za co Förster-Nietzsche pozwoliła im wykorzystywać cieszące się poszanowaniem dzieła filozoficzne swojego brata w celach legitymizacji ideologii reżimu. Pogrzeb Förster-Nietzsche odbył się w roku 1935 i uczestniczyli w nim Adolf Hitler oraz inni wysocy rangą niemieccy urzędnicy państwowi.